# 布盧明格羅夫鎮區 (明尼蘇達州沃西卡縣)
布盧明格羅夫鎮區（英語：Blooming Grove Township）是位於美國明尼蘇達州沃西卡縣的一個行政鎮區。

## 歷史
布盧明格羅夫鎮區於1858年設立，得名自當地盛開的樹林。

## 地方資料
布盧明格羅夫鎮區的面積為93.34平方千米，當中陸地面積為92.46平方千米，而水域面積為0.88平方千米。根據2020年美國人口普查的數據，當地共有人口568人，而人口密度為每平方千米6.09人。